# Erosaria ocellata
Erosaria ocellata là một loài ốc biển, là động vật thân mềm chân bụng sống ở biển trong họ Cypraeidae, họ ốc sứ.

## Miêu tả
Loài này có kích thước giữa 13 mm và 44 mm.

## Phân bố

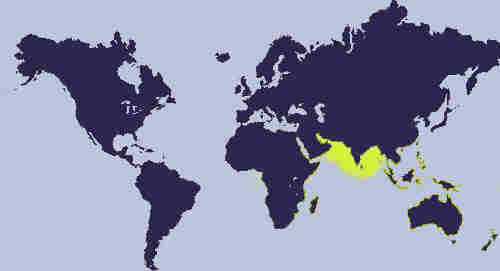
Bản đồ phân bố của Erosaria ocellata

Chúng phân bố ở Ấn Độ Dương dọc theo Mozambique và Melanesia.

## Hình ảnh

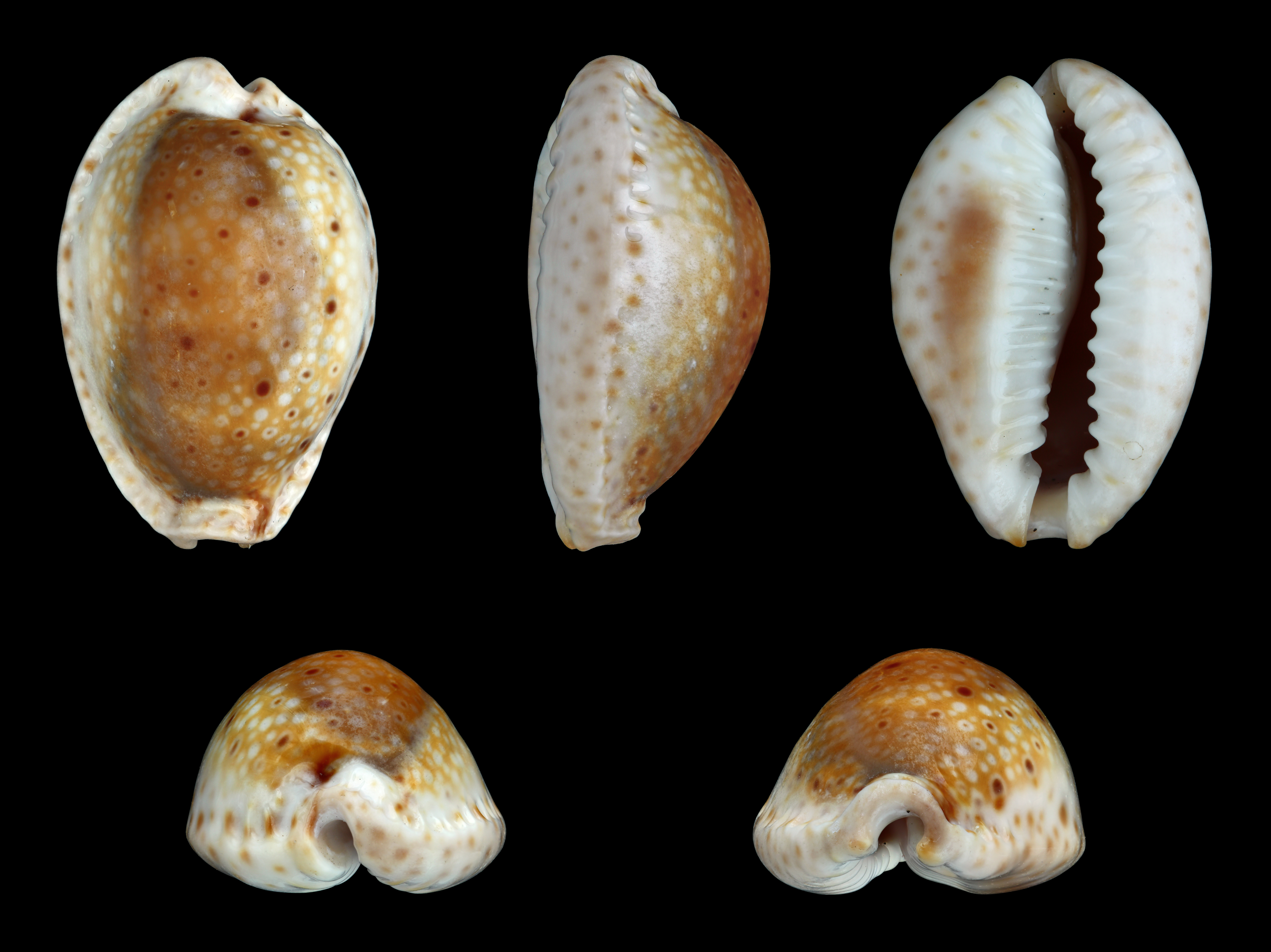
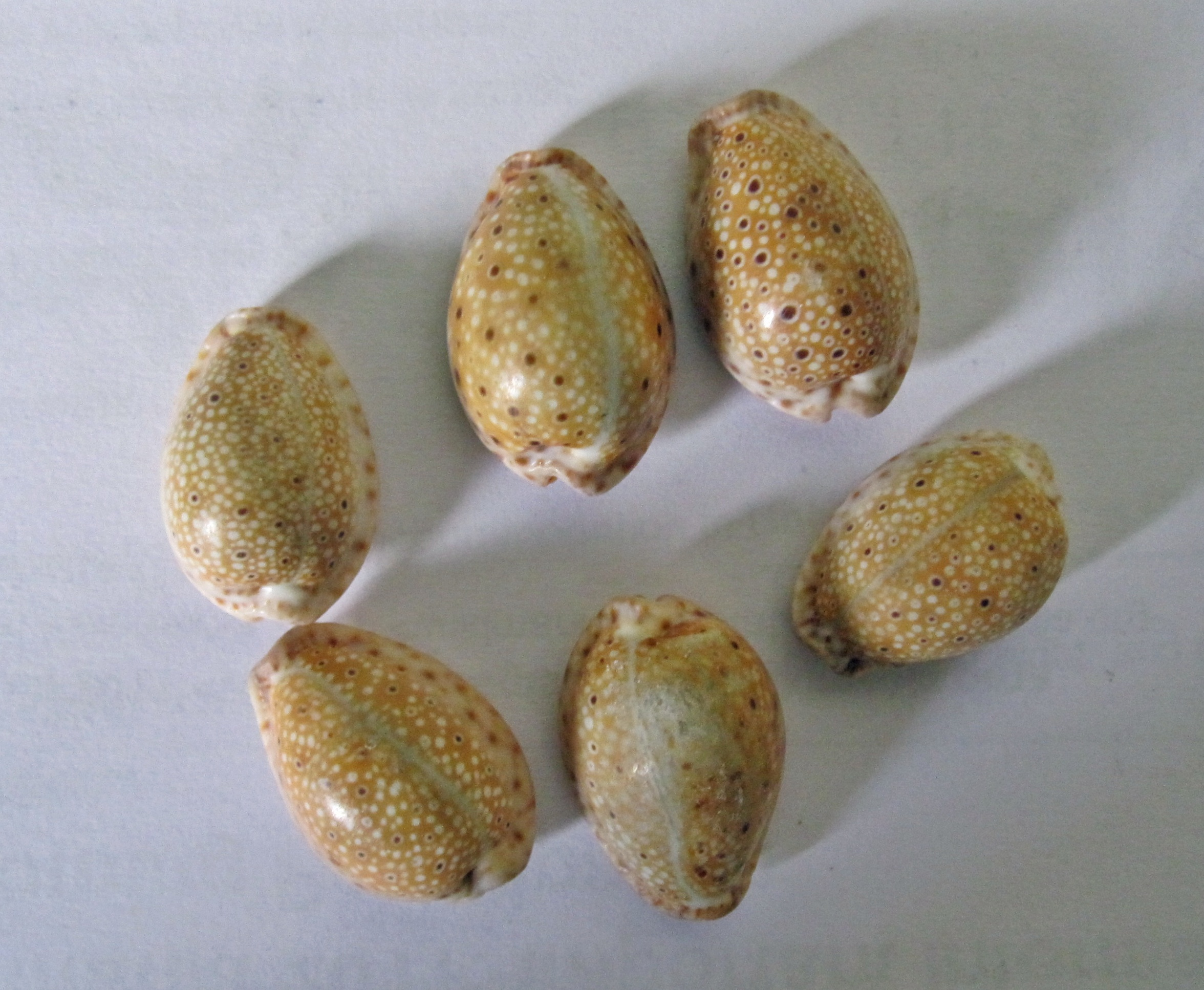
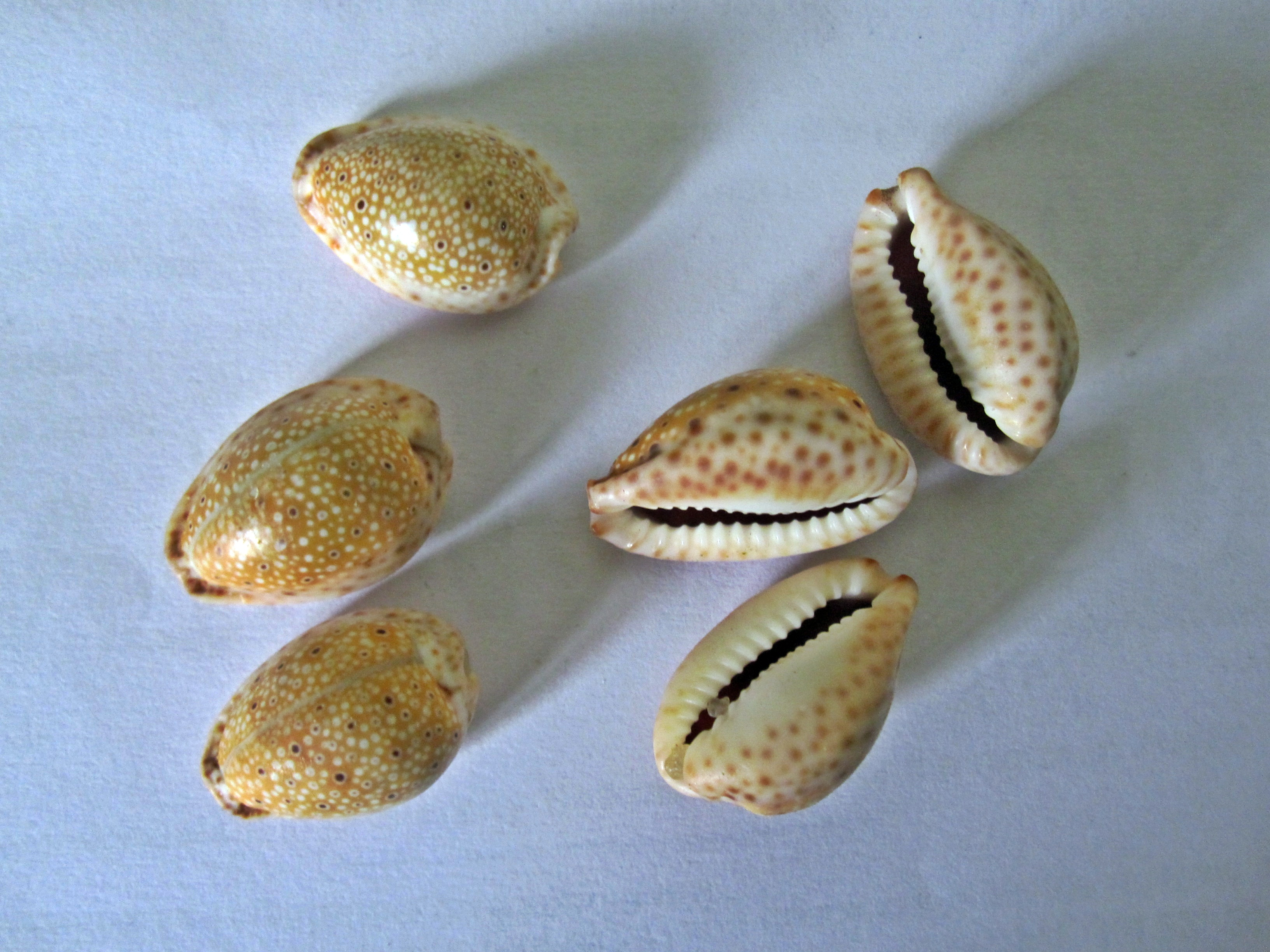
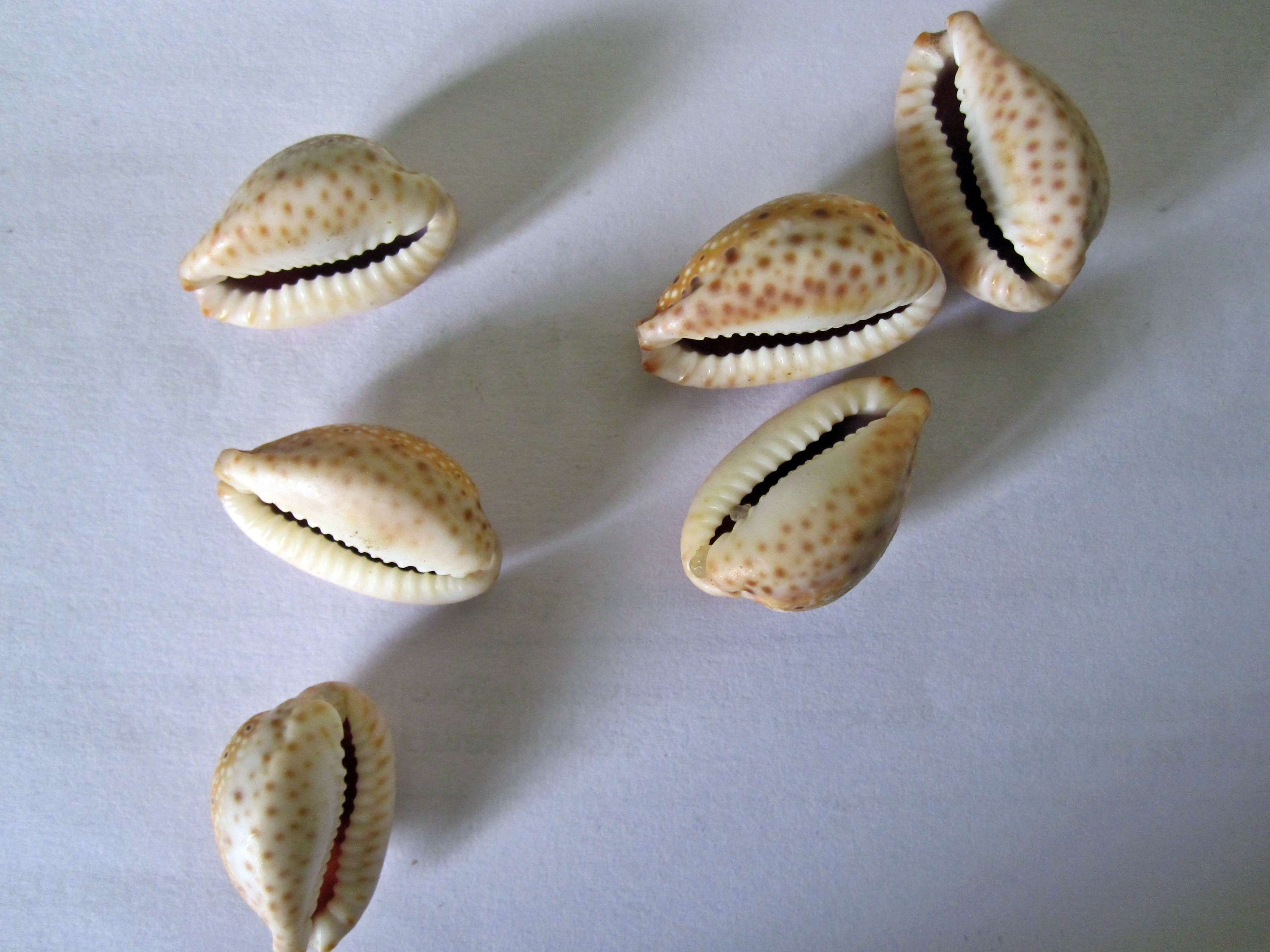